# Operação Slipper

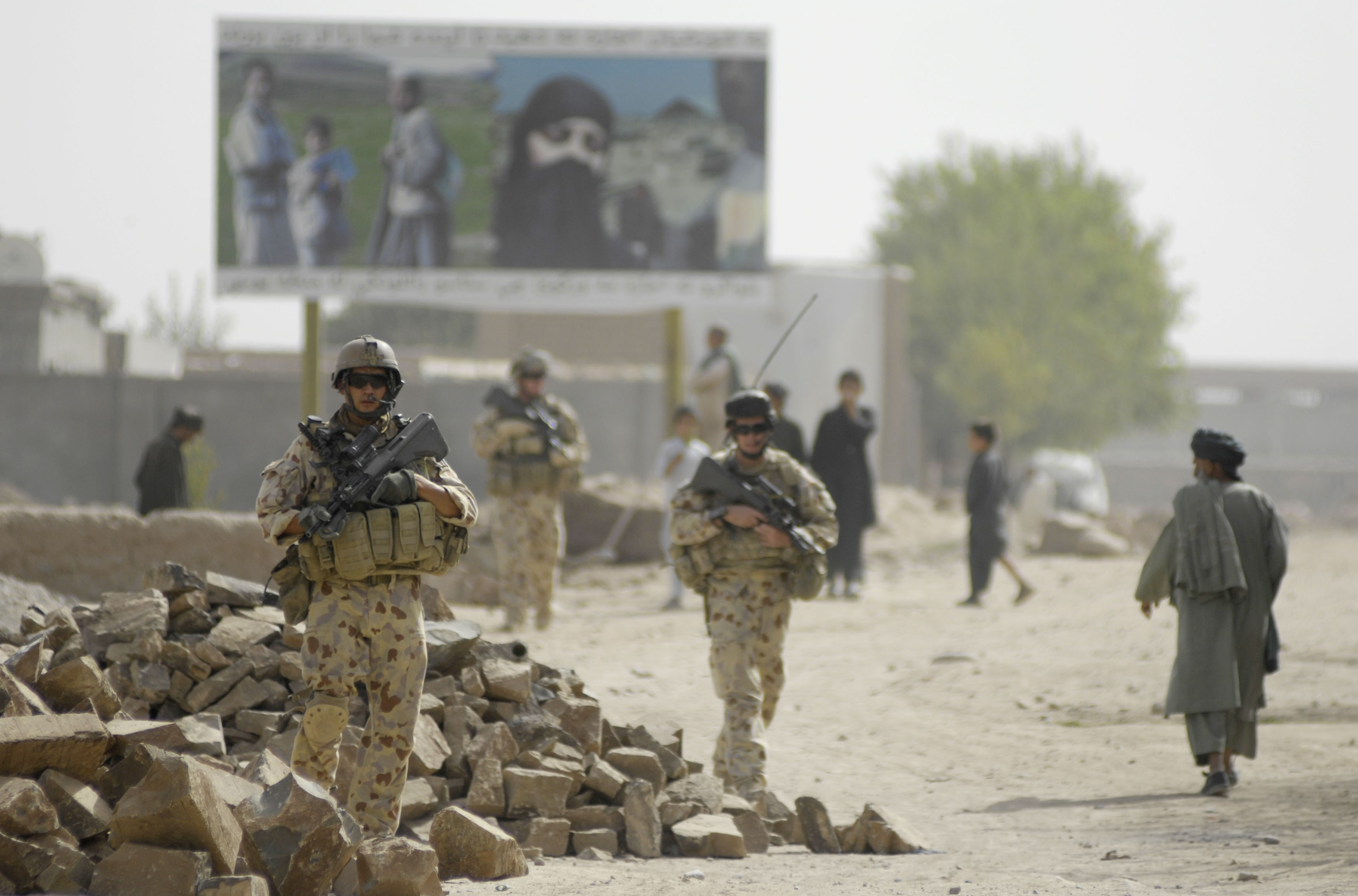
Infantaria do 3º Batalhão do Real Regimento Australiano patrulhando Tarin Kowt em Agosto de 2008 (Grupo de Reconstrução 4)

A Operação Slipper é a principal contribuição militar das Forças Armadas da Austrália (FAA) na segunda Guerra do Afeganistão. A operação teve início nos finais de 2001 e encontra-se em curso (2011). A participação das FAA incide sobre essencialmente em operações no Afeganistão e no Golfo Pérsico.
A 31 de Maio de 2011, o número de vítimas era de 26 mortos e 179 feridos.

## Afeganistão

### 1ª fase
No início da operação, Austrália enviou um Grupo de Forças Especiais e dois Boeing 707, de reabastecimento, do 33º Esquadrão da Força Aérea australiana. As aeronaves operavam a partir da base aérea de Manas, no Quirguistão e prestavam apoio aos aviões da coligação.
Adicionalmente, foram enviados duas aeronaves Lockheed AP-3C Orion para patrulhamento marítimo de zonas de interdição do Golfo Pérsico.
As primeiras forças australianas terminaram a sua missão em Dezembro de 2002. Até 2005, o único elemento australiano no terreno era um oficial liagado a operações de limpeza de minas do terreno.

### 2ª fase
Em 2005, são enviadas novas forças especiais, um grupo de apoio logístico e viaturas pesadas terrestres. No ano seguinte, juntam-se-lhes dois helicópteros Boeing CH-47 Chinook, em Março.
As forças especiais saem do Afeganistão em Setembro de 2006, e os helicópteros regressaram à Austrália em Abril de 2007.

### 3ª fase

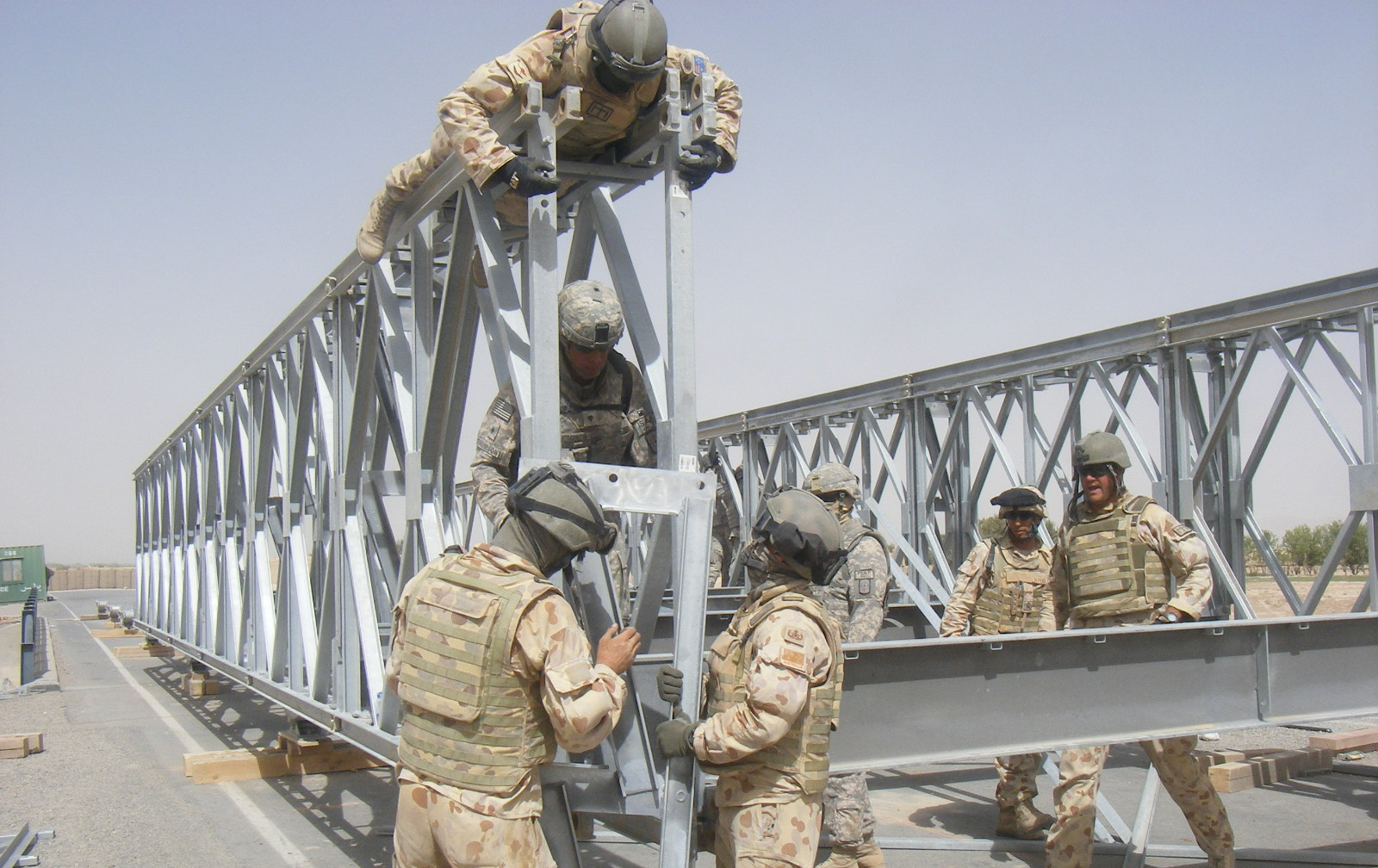
Enginheiros militares da Austrália e EUA a trabalhar numa ponte do Afeganistão, em Agosto de 2008

No início de Setembro de 2006, chega à província de Oruzgan, Afeganistão um regimento de engenheiros, apoiados por vários batalhões e regimentos. O seu principal objectivo era a reconstrução dessa região. Em Abril de 2007, são enviados reforços de grande dimensão, e de várias áreas estratégicas, como comandos, força aérea, radares, logística, srviços de informação e segurança; no total, em meados de 2007, a força australiana ascendia a 950 militares, subindo para 1.000 em 2008, 1.100 no início de 2009 e 1.550 em meados de 2009. No entanto, estes aumentos do contingente militar australiano no Afeganistão não eram bem vistos pela opinião pública e, de acordo com um inquérito, a maioria dos australianos era contra a presença de tropas naquele conflito.
Em 16 de Janeiro de 2009, o soldado Mark Donaldson, membro da SASR (Regimento dos Serviços Aéreos Especiais), foi condecorado com a Cruz Vitória, por se ter exposto ao fogo inimigo ao proteger tropas do seu país e por ter salvo um intérprete afegão, durante fortes ataques inimigos, em 2 de Setembro de 2008.

## Golfo Pérsico

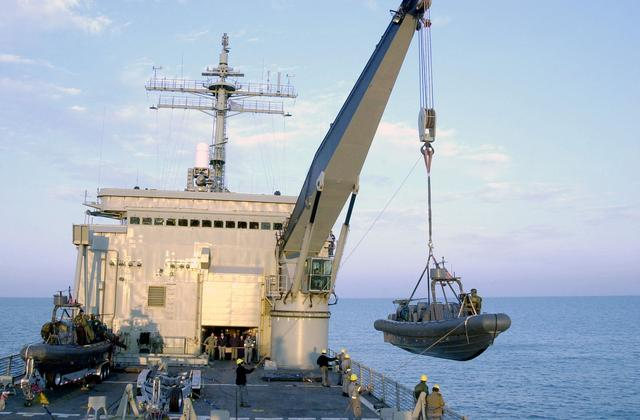
O HMAS Kanimbla prepara-se para lançar um barco da marinha norte-americana em Janeiro de 2002

Desde Outubro de 2001 que a Marinha Real Australiana (MRA) mantém uma presença constante nas águas territoriais iraquianas, presença essa parte da Operação Slipper e operações seguintes. Entre 2001 e 2003, a MRA efectuou quatro rotações dos seus navios na região. O objectivo principal das rotações era efectuar Operações de Intercepção Marítima conjuntamente com os EUA e as forças britânicas, no âmbito de diversas resoluções contra o Iraque, das Nações Unidas. A primeira rotação consistiu nos Navios de Sua Majestade Australiana (Her Majesty's Australian Ships (HMAS)) HMAS Sydney, HMAS Adelaide e HMAS Kanimbla. Em Fevereiro de 2002, seguiram-se o HMAS Canberra o HMAS Newcastle e o HMAS Manoora e, em Julho de 2002, o HMAS Arunta e HMAS Melbourne.
Um destacamento do Regimento da Força Aérea nº16 e da Artilharia Real Australiana serviram de apoio defensivo ao Kanimbla e Manoora durante a sua operação. Uma das últimas rotações ocorreu em Novembro de 2002, com os navios HMAS Anzac e HMAS Darwin. O HMAS Kanimbla saiu de Sydney, Austrália, no dia 20 de Janeiro de 2003 em direcção ao Golfo Pérsico para participar na Operação Bastille. Chegando ao Bahrein a 16 de Fevereiro de 2003, a sua missão foi alterada, e integrou a Operação Slipper (na parte das sanções da NU contra o Iraque). Em 20 de Março desse ano, os navios HMA Ships Kanimbla, Anzac e Darwin, participaram na Operação Falconer.
Durante todas estas operações, os navios australianos utilizaram técnicas nunca antes utilizadas, que aumentaram a eficácia da Força Marítima de Intercepção, levando-os a abordar cerca de 1.700 embarcações durante este período. Ao longo da operação, quatro oficiais da marinha australiana estiveram no comando da força multinacional.